# Ganoblemmus rufotibialis
Ganoblemmus rufotibialis är en insektsart som beskrevs av Andrej Vasiljevitj Gorochov 1996. Ganoblemmus rufotibialis ingår i släktet Ganoblemmus och familjen syrsor. Inga underarter finns listade i Catalogue of Life.